# Accord de libre-échange entre le Chili et le Panama
L'accord de libre-échange entre le Chili et le Panama est un accord de libre-échange signé le 27 juin 2006 et mis en application le 7 mars 2008. L'accord supprime les droits de douane sur une grande partie, près de 90 % des produits échangés entre les deux pays.